# Harburger Stadtpark
Der Harburger Stadtpark ist ein im Stil der 1920er Jahre angelegter Volkspark in den Stadtteilen Wilstorf und Marmstorf im Bezirk Hamburg-Harburg. Bei Eröffnung des Parks im Jahr 1926 gehörten die beiden Stadtteile zur Stadt Harburg. Seit 1937 gehören beide zur Stadt Hamburg. Der Park führt in einer hügeligen Waldlandschaft im Stadtteil Wilstorf rund um den Außenmühlenteich und ist seither durch Zukäufe auf insgesamt etwa 90 Hektar Grundfläche einschließlich der Wasserflächen angewachsen. Der Parkbereich südlich des Nymphenweges und westlich der Engelbek bis zum Langenbeker Weg befindet sich im Stadtteil Marmstorf.

## Entstehung
Der Park entstand rund um den Außenmühlenteich, der im 16. Jahrhundert für eine Wassermühle angestaut worden war und seit 1890 als Badeanstalt dient. Ab 1913 wurden auf dem Gelände erste Bauarbeiten vorgenommen, die diese Badeanstalt in das Konzept des Volksparks einbanden. Ziel war, einen städtischen Erholungsraum mit vielfältigen Bildungs- und Erholungsangeboten zu schaffen. Dazu wurden u. a. auch ein Amphitheater, Liege- und Gymnastikwiesen sowie ab 1933 ein Schulgarten mit etwa 8 Hektar Grundfläche eingerichtet. Das Konzept zu diesen Bauten stammte von dem preußischen Gartenbaudirektor Georg Hölscher, dessen Planungen nach seinem Tod 1932 von seinem Sohn Ferdinand fortgesetzt wurden.
Der Bau des Harburger Stadtparks gehörte zu einem Beschäftigungsprogramm für Notstandsarbeiter, das von Walter Dudek initiiert worden war. Durch Zukauf von Flächen kam es zu Erweiterungen des Parks: 1950 wurden ein ehemaliges Fabrikgelände und ein Privatgelände in den Park integriert; damit verbundene Umbaumaßnahmen waren kurz vor Eröffnung der Internationalen Gartenbauausstellung 1953 abgeschlossen. Weitere Ergänzungen der Fläche wurden 1985–1987 südlich des Außenmühlenteichs vorgenommen. Hier entstand ein Vogelschutz- und Brutgebiet in den „Langenbekschen Wiesen“.

## Ausstattung
Auf dem Rundweg um den Außenmühlenteich befinden sich in Abständen viele Bänke und Liegewiesen. Innerhalb des Parks gibt es zwei Gastronomie-Betriebe; ein Restaurant am Nordufer und ein Bootsverleih mit Speisen und Getränkeangebot befindet sich am Ostufer in der Nähe des MidSommerlandbades. Mehrere Spielplätze für Kleinere und Größere sind im Park verteilt. Ein Wasserspielplatz befindet sich in der Nähe des Eingangs am Marmstorfer Weg. Auf einer gekennzeichneten Wiese südlich der Außenmühle darf gegrillt werden. Eine Jogging- und Walkingstrecke rund um den See umfasst etwa 3200 m. Kilometersteine am Wegesrand geben Auskunft über zurückgelegte Strecken. Wer es sportlich mag kann als Schikanen mehrere Treppen, die meist zu Aussichtspunkten führen mit einbeziehen. Im westlichen Teil des Parks unterhalb der Eichenhöhe befindet sich die Freilichtbühne mit wechselndem Kulturprogramm. Der Schulgarten befindet sich im nordwestlichen Teil des Parks und ist über den Eingang Hohe Straße zu erreichen. Ebenso im westlichen Teil befindet sich die Dendrologische Sammlung. Im Park befinden sich mehrere Skulpturen so wie die Büste für Gartenbaudirektor Georg Hölscher und der Ludowieg-Brunnen. Der Park verfügt über mehrere Eingänge und Zuwege und ist überwiegend barrierefrei. Aussichtspunkte und höher liegende Bereiche sind meist über Treppen oder Stufen zu erreichen. Am Eingang Hohe Straße befindet sich eine Rampe für Personen mit Einschränkungen oder für mit geführte Kinderwagen und ähnliches.

## Parkbereiche

### Der südliche Teil in Marmstorf und Wilstorf

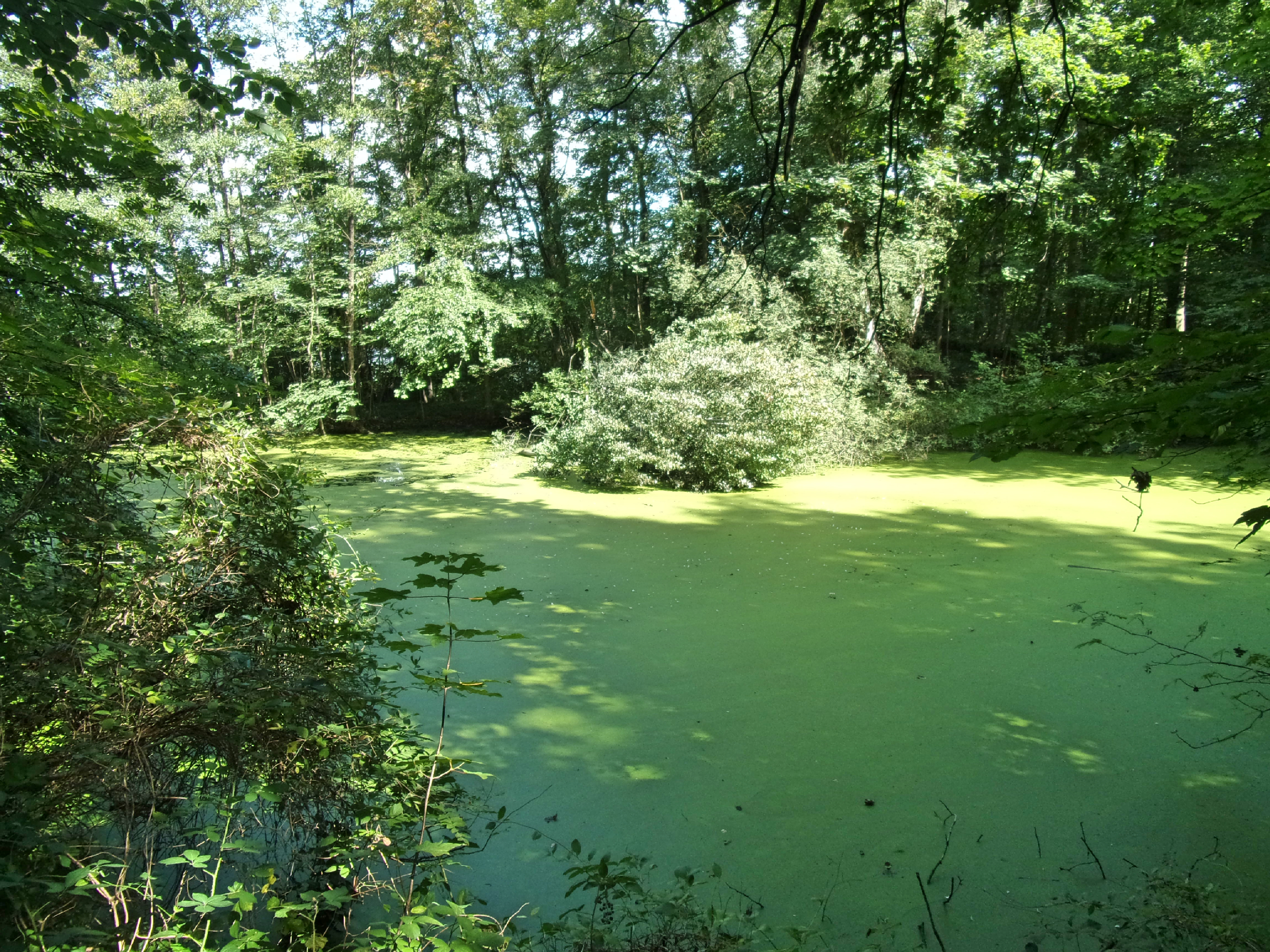
Biotop im südlichen Teil des Harburger Stadtparks

Südlich des Nymphenweges und westlich der Engelbek gehört der Park zu Marmstorf. Das Gebiet ist durchzogen von vielen kleinen Teichen wie dem Mühlenbach, kleinen Bächen und Gräben wie dem Nymphengraben, dem Schulteichgraben und der Engelbek. Das kleine Fließgewässer bildet die Grenze zwischen Marmstorf und Wilstorf. Der Park als Ganzes in beiden Stadtteilen mit all seinen Bereichen befindet sich im Landschaftsschutzgebiet Marmstorfer Flottsandplatte. Löss oder Löß wie Flottsand auch genannt wird bezieht sich hauptsächlich auf die Bodenbeschaffenheit. Der Naturschutzbund setzt sich hier seit Jahren mit vielen Aktionen für die Renaturierung der Engelbek ein und bietet Führungen zu bestimmten Zeiten an. Kleine Biotope sind in dem gut bewässerten Gebiet entstanden und viele Wasservögel wie der Zwergtaucher, Gänsesäger und Krickenten kann man beobachten. Im Frühjahr geht es hauptsächlich um die heimischen Brutvögel und sogar der Eisvogel wurde gesichtet.

### Der alte Haupteingang
Beginnt man den Rundweg am Nymphenweg und hält sich links, dann kommt man auf die Westseite des Harburger Stadtparks. Die kleinen Teiche gehen in den Außenmühlenteich über, auf der Wasserfläche am Ufer befinden sich Seerosen und der Park verläuft etwa parallel zum Marmstorfer Weg. Direkt an der Bushaltestelle Rabenstein befindet sich der ehemalige Haupteingang des Parks. Er wurde 1926 fertig gestellt und besteht aus einer dreiteiligen Toranlage aus Backstein mit einer Terrasse. Der Eingang verfiel immer mehr und wurde deshalb im Jahr 2017 saniert und nach altem Vorbild wieder hergestellt und abschließend mit einem Anti-Graffiti-Schutzanstrich versehen. Der Museumsverein Harburg belohnte das und zeichnete den sanierten Eingang mit dem Denkmalpreis 2018 aus. Die Plakette befindet sich am Eingang und zur feierlichen Zeremonie waren sogar die Nachfahren von Georg und Ferdinand Hölscher anwesend.

### Die Orchideenwiese

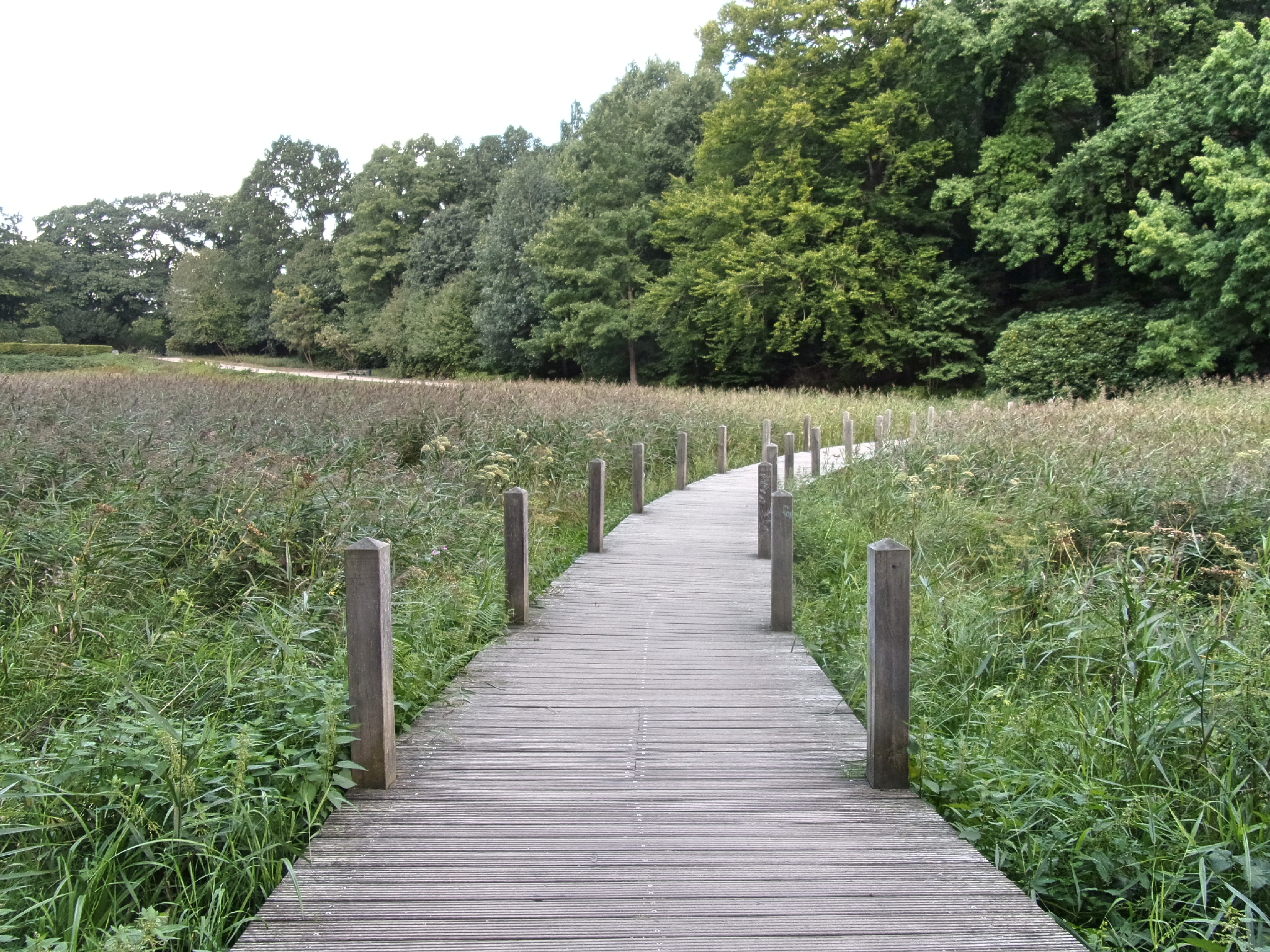
Holzsteg über die Feuchtwiese am Dahlengrund

Schon vom ehemaligen Haupteingang genießt man einen Blick auf den Außenmühlenteich. Die große Feuchtwiese am Dahlengrund bildet eine breite Sichtachse in Richtung See. Wegen ihrer pflanzlichen Vielfalt wird sie auch Orchideenwiese genannt, denn hier wächst unter anderem eine einheimische Orchideenart - das unter Schutz stehende Breitblättrige Knabenkraut. Ein Holzsteg führt die Parkbesucher über die zum Teil sumpfigen und sehr feuchten Flächen und schützt die wertvollen Pflanzen vor Zerstörung. Besucher können so die pflanzliche Vielfalt von allen Seiten genießen und befinden sich mitten in einem Feuchtgebiet ohne sich nasse Füße zu holen.

### Die Freilichtbühne

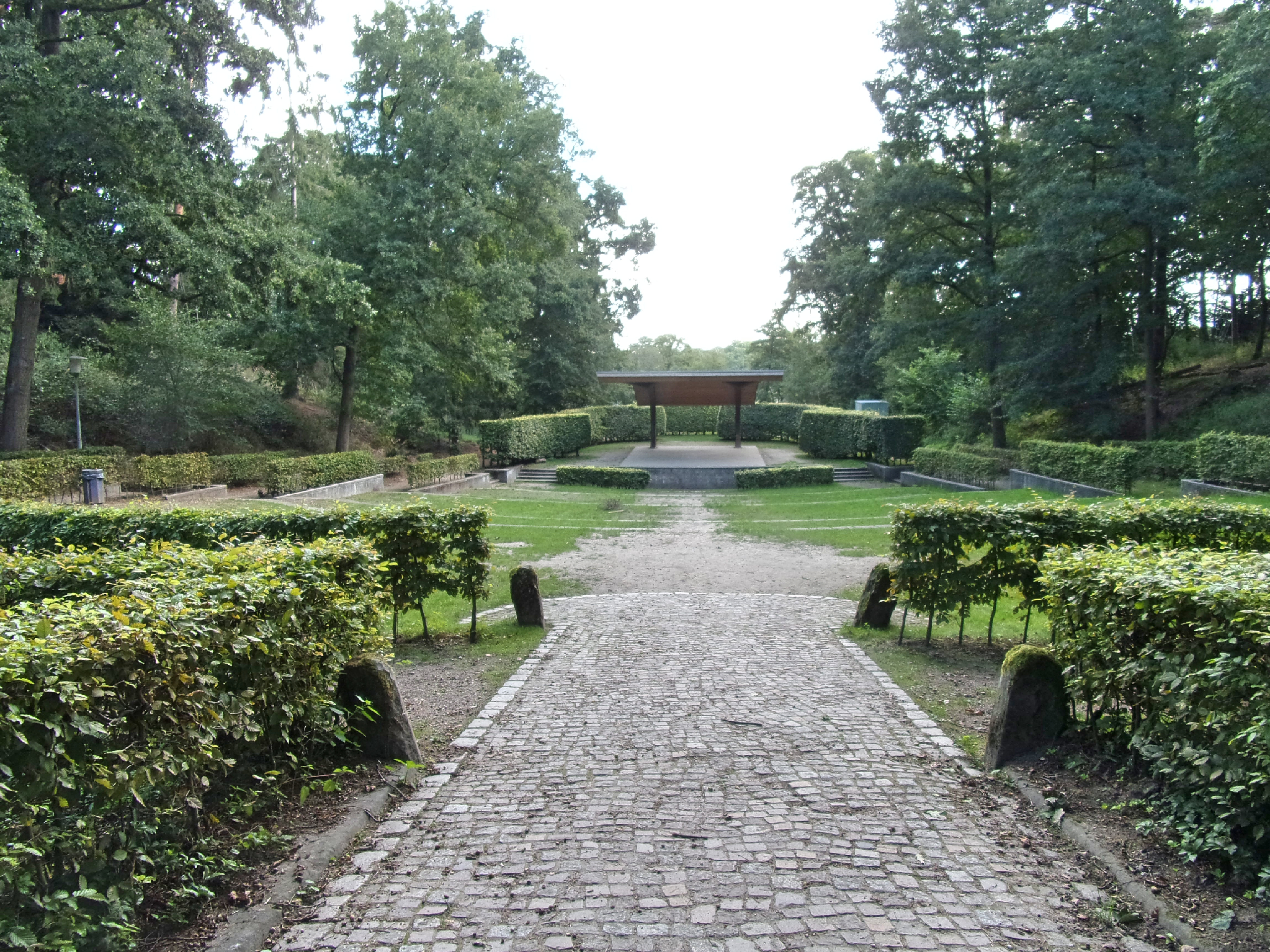
Freilichtbühne im Harburger Stadtpark mit neuem Dach

Zu einem Volkspark gehörten immer schon künstlerische Darbietungen um die Leute meist bei freiem Eintritt zu unterhalten. Die Freiluftbühne, auch Freilichtbühne oder Freilufttheater genannt befindet sich ebenfalls im früh angelegten westlichen Teil des Parks in der Nähe des Eingangs am Marmstorfer Weg. Die Freilichtbühne befindet sich in einer Senke, terrassenartige Stufen bieten heute Platz für etwa 900 Zuschauer. Vom Ufer des Sees aus an einem Hang gelegen, der teilweise bis zu 30 m Höhenunterschied hat führt ein gepflasterter und ausgeschilderter Weg dorthin. Aufgeführt wurden Theaterstücke, aber auch Lesungen, musikalische Darbietungen oder Puppentheater. Um die Bühne herum befinden sich Hecken, um den Darbietungen einen Rahmen zu geben. Im Jahr 2014 wurde der Bereich saniert und im Sommer des gleichen Jahres neu eröffnet. Die Bühne kann unter bestimmten Voraussetzungen und zu nicht kommerziellen Zwecken gemietet werden, Auskünfte erteilt das Bezirksamt. Anschließend entschloss man sich, die Bühne zu überdachen. Sie bekam ein geschwungenes Dach und wurde im Juni 2019 mit einem bunten Programm feierlich eingeweiht.

### Der Schulgarten und die Dendrologische Sammlung
Der Schulgarten befindet sich unterhalb des Eingangs Hohe Straße im Nordwesten des Parks. Nach drei Jahren Bauzeit konnte er 1933 eröffnet werden. Aufgabe eines Schulgartens war es, vorwiegend Schülern den richtigen Umgang mit Pflanzen zu lehren, sie zu erkennen und artgerecht zu pflegen und praktisches Wissen zu vermitteln. Der Schulgarten heute ist nicht mehr ganz im ursprünglichen Zustand, die Ansprüche haben sich im Lauf der Zeit geändert - der Lehrauftrag steht nicht mehr so im Vordergrund. Schulen betreiben heute oft auch einen eigenen Garten innerhalb ihrer Schule. Der Schulgarten ist unterteilt in verschiedene Bereiche; zum Apothekergarten gehören Arzneipflanzen, Gewürze und Kräuter. In den Themengärten werden verschiedene Zeitepochen wie Mittelalter, Renaissance, Barock oder Jugendstil der Jahrhundertwende dargestellt. Ein Blindengarten mit Hochbeeten bietet Pflanzen zum tasten und riechen mit Beschilderung auf Braille-Tafeln an. Ein besonderer Blickfang ist der Rosengarten mit einem Pavillon und Sitzbänken. Die Hauptfläche des Schulgartens nimmt der Heckengarten ein, der mit mehreren Schaupflanzungen Gartenarchitektur in unterschiedlichen Formen darstellt. Von der Terrasse des Schulgartens auf höherer Ebene führt ein Heckengang runter an den See und bildet so eine Sichtachse zum Außenmühlenteich. Nicht immer befand sich der Schulgarten an seinem jetzigen Standort. An seinem vorigen Platz auf einer Anhöhe unterhalb des heutigen Standortes befindet sich der Dendrologische Garten. Die Sammlung von seltenen Bäumen, Gehölzen und Sträuchern umfasst mehr als 80 Bäume. Eine Standort-Tafel der Bäume gibt Auskunft über Art und Standplatz. Genannt werden Pagoden-Hartriegel, Scheinbuche, Amberbaum, Ginkgo und viele mehr.

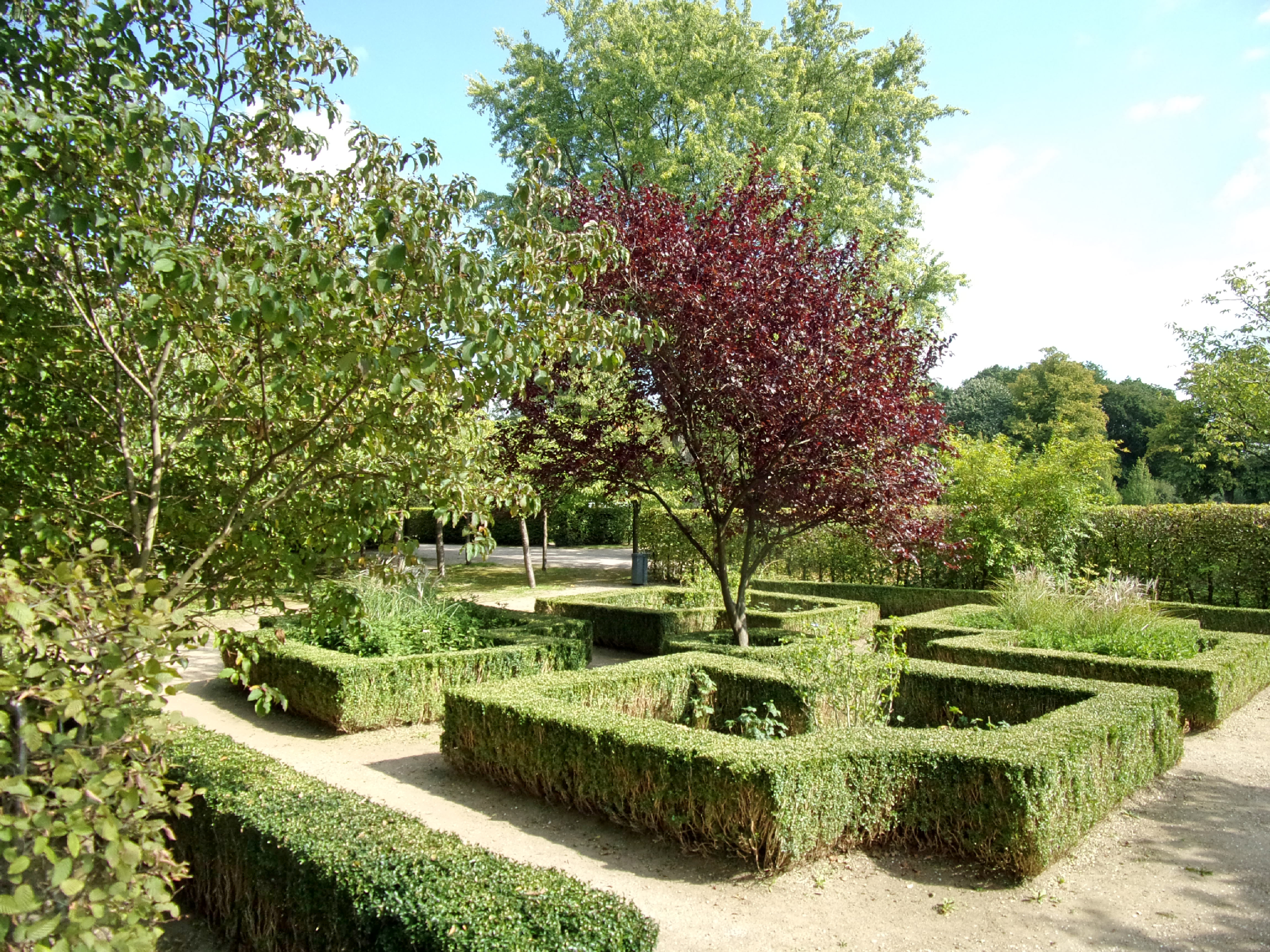
Heckengarten im Schulgarten
Der Rosengarten im Schulgarten
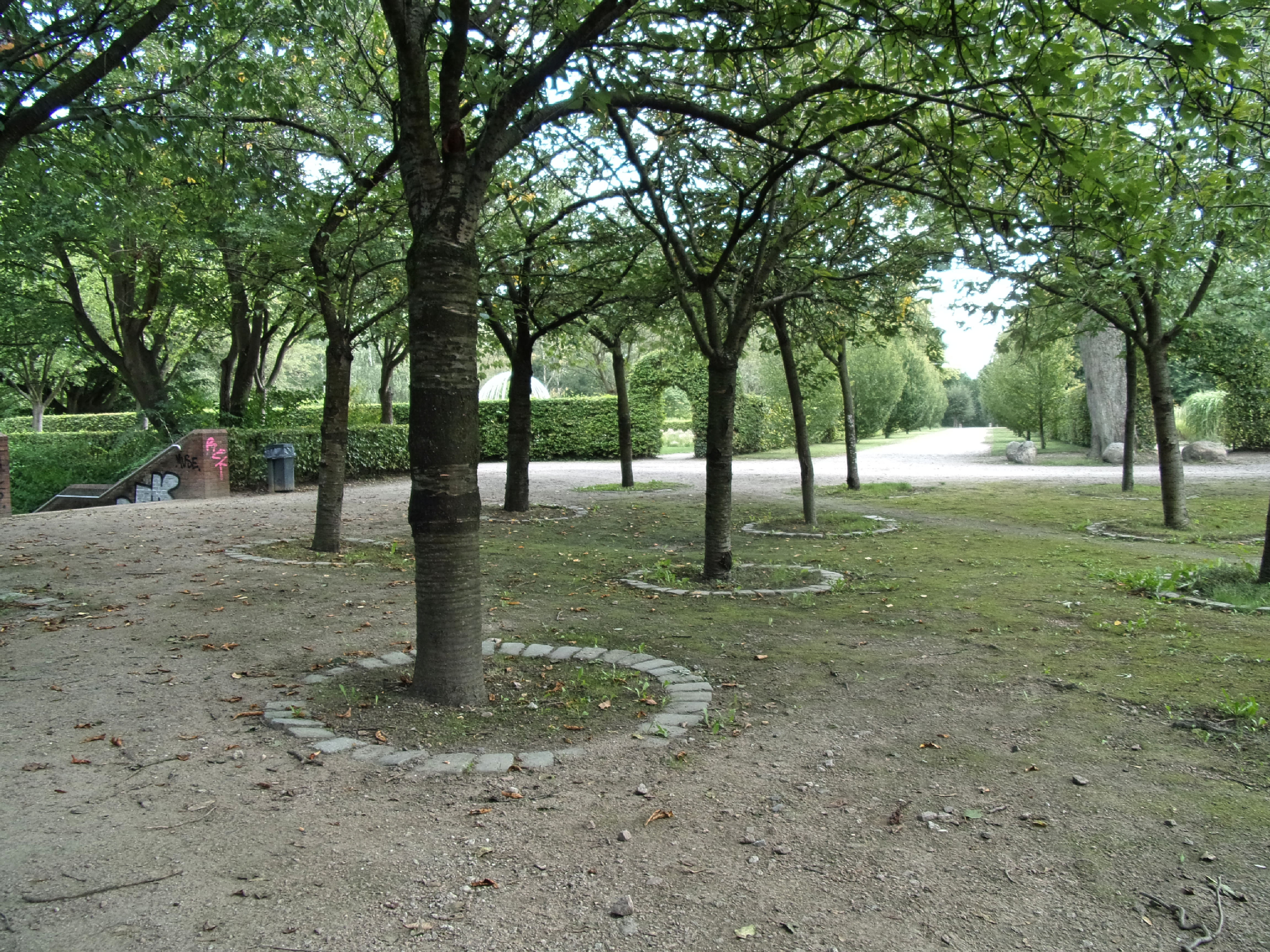
Sichtachse in Richtung Außenmühlenteich
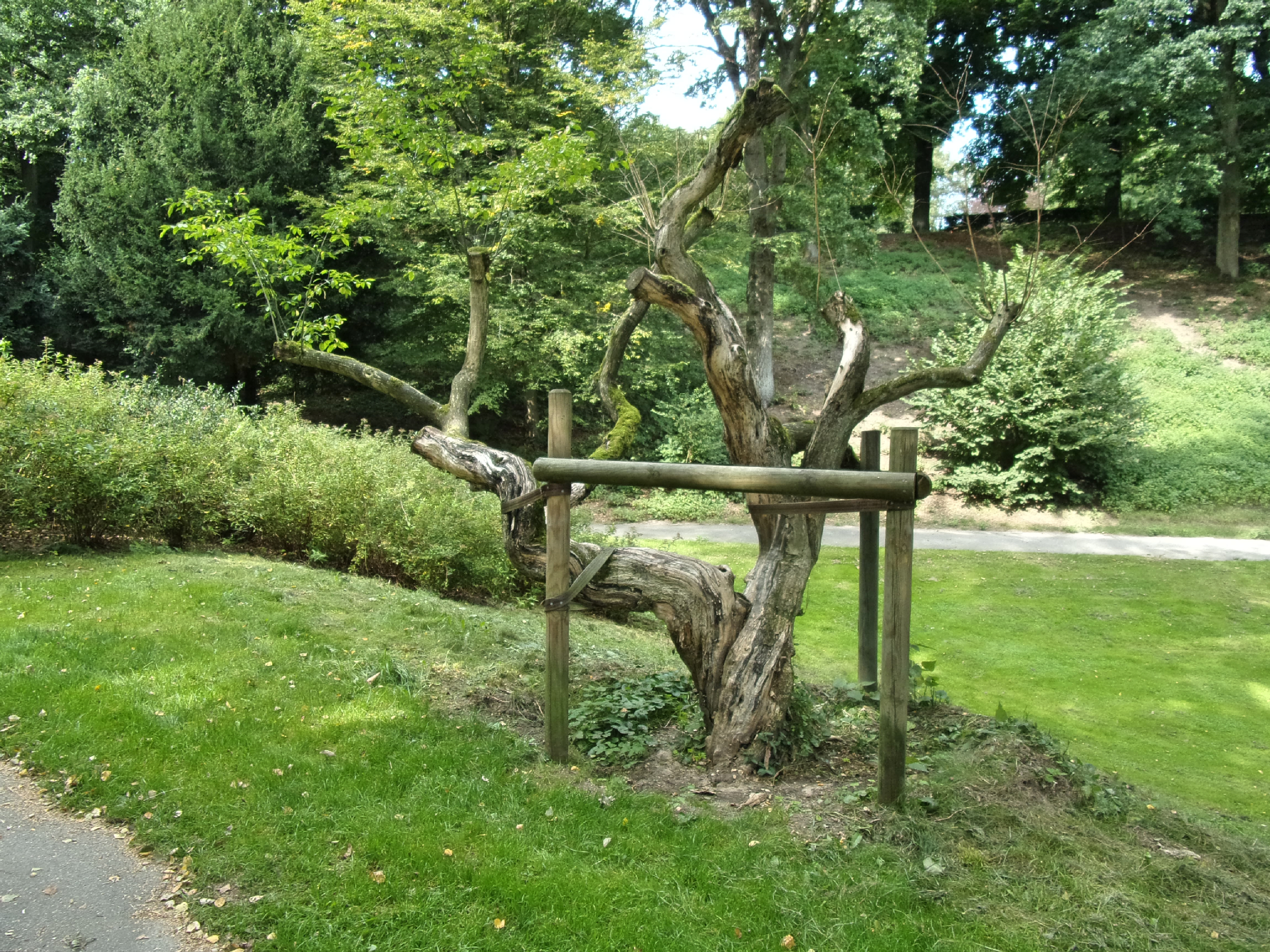
Gehölz im Dendrologischen Garten
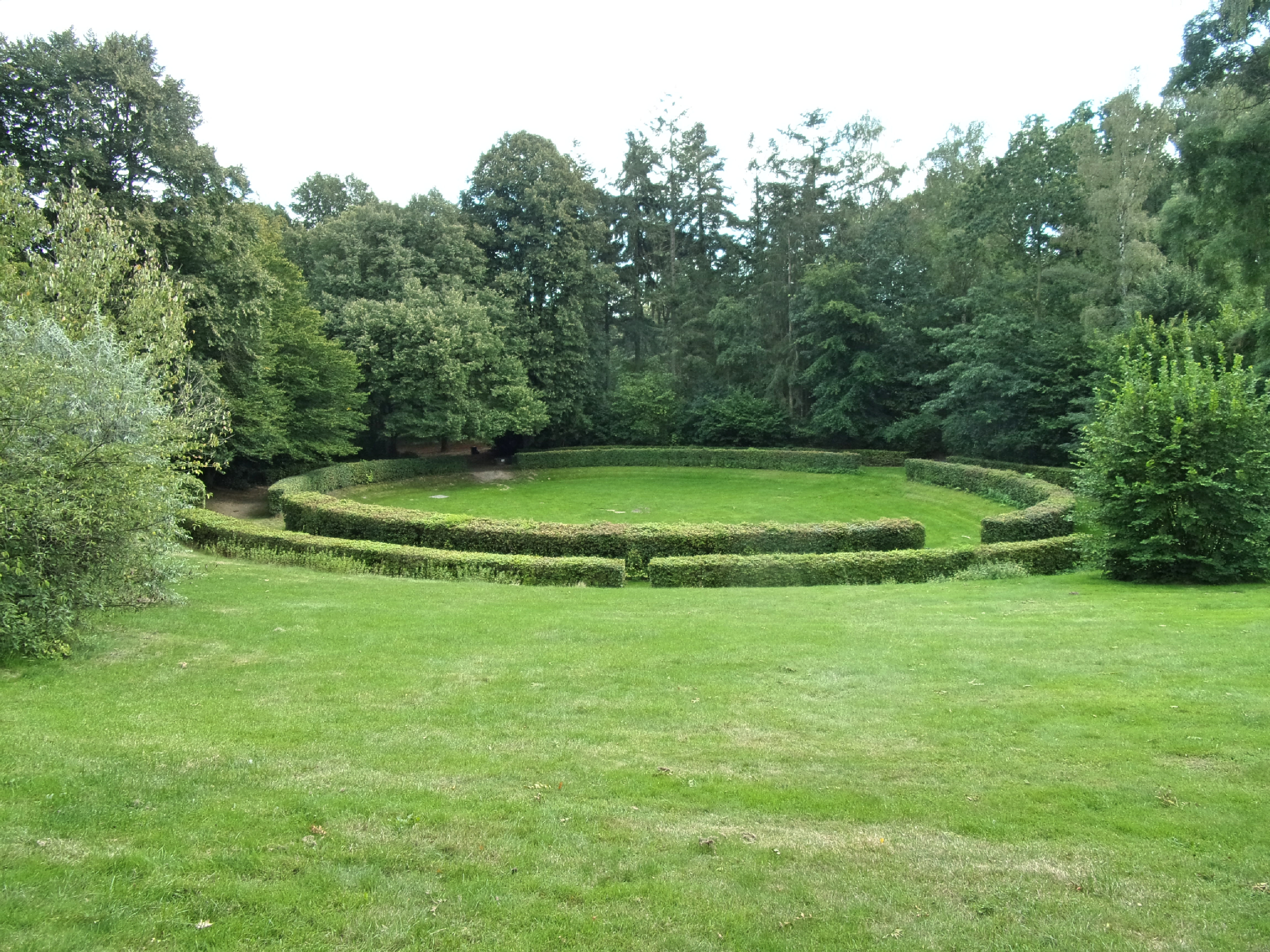
Tanzkreis und Gymnastikrasen

### Sport und Freizeit
Aus dem einstigen Strandbad mit freiem Eintritt ist heute ein modernes Erlebnis-Bad geworden. Das kombinierte Frei- und Hallenbad ist ganzjährig geöffnet und befindet sich auf der Ostseite direkt am See. Tretboote können beim Bootshaus ein Stück weiter nördlich ausgeliehen werden. Über den Vereinssport und für Zuschauer findet auch regelmäßig Kanu-Polo auf dem See statt. Für Jogger, Walker und Wanderer gibt es ein gut ausgebautes Wegenetz mit über 16 km Länge innerhalb des Parks. Eine Runde um den Außenmühlenteich hat etwa eine Länge von etwas über 3 km. Besonders im älteren Teil des Parks auf der Westseite gibt es immer wieder Steigungen, die über Wege oder Treppenstufen überwunden werden können. Für alle Rasensportarten gibt es in der abwechslungsreichen Landschaft immer wieder großzügige Freiflächen, die für die meisten Ballsportarten geeignet sind. Allen Gymnastik- oder Tanzfreunden bietet der mit Hecken gestaltete Tanzplatz unterhalb des Schulgartens großzügigen Raum. Einen Radweg gibt es an der Ostseite. Für Kinder gibt es mehrere Spielplätze; direkt am Ufer beim Bootshaus lädt ein großes Piratenschiff zum spielen ein. Zwei weitere kleine Spielplätze gibt es am Nymphenweg beim ehemaligen Hockeyplatz und am Schulgarten. Ein spezieller Wasserspielplatz mit mehreren Pumpen und großer Fläche wurde am Zündschnurweg angelegt in der Nähe des Eingangs am Marmstorfer Weg. Für Erwachsene gibt es auf dem umfangreichen Wegenetz einige Trimm-Dich-Geräte, die meisten findet man nur durch Zufall auf den Waldwegen, wenn man einige der vielen Stufen erklimmt. Aussichtspunkte gibt es überwiegend an der Westseite, da sie sich an meist höher gelegten Punkten am Hang befinden. Jede Menge Motive für Fotofreunde bietet aber auch der überwiegend flache Rundweg am See. Picknicken ist überall erlaubt, grillen nur auf ausgeschilderter Wiese im südlichen Teil. Eine ausgewiesene Hundewiese befindet sich im Stadtteil Marmstorf.

### Der Außenmühlendamm
Obwohl es viele andere Eingänge gibt, bleibt der Außenmühlendamm der zentrale Platz des Parks. Hier gibt es Parkplätze und Bushaltestellen, öffentliche Toiletten und auch die Höckerschwäne und Gänse versammeln sich hier. Auf dem neu gestalteten Platz vor dem Restaurant lässt es sich prima sitzen und auf den See schauen. Der Damm ist der einzig gepflasterte Weg und gilt als Flaniermeile. Hier finden Veranstaltungen statt wie das White Dinner, das Harburger Außenmühlenfest, Laternenumzüge und vieles mehr.

## Denkmäler und Skulpturen

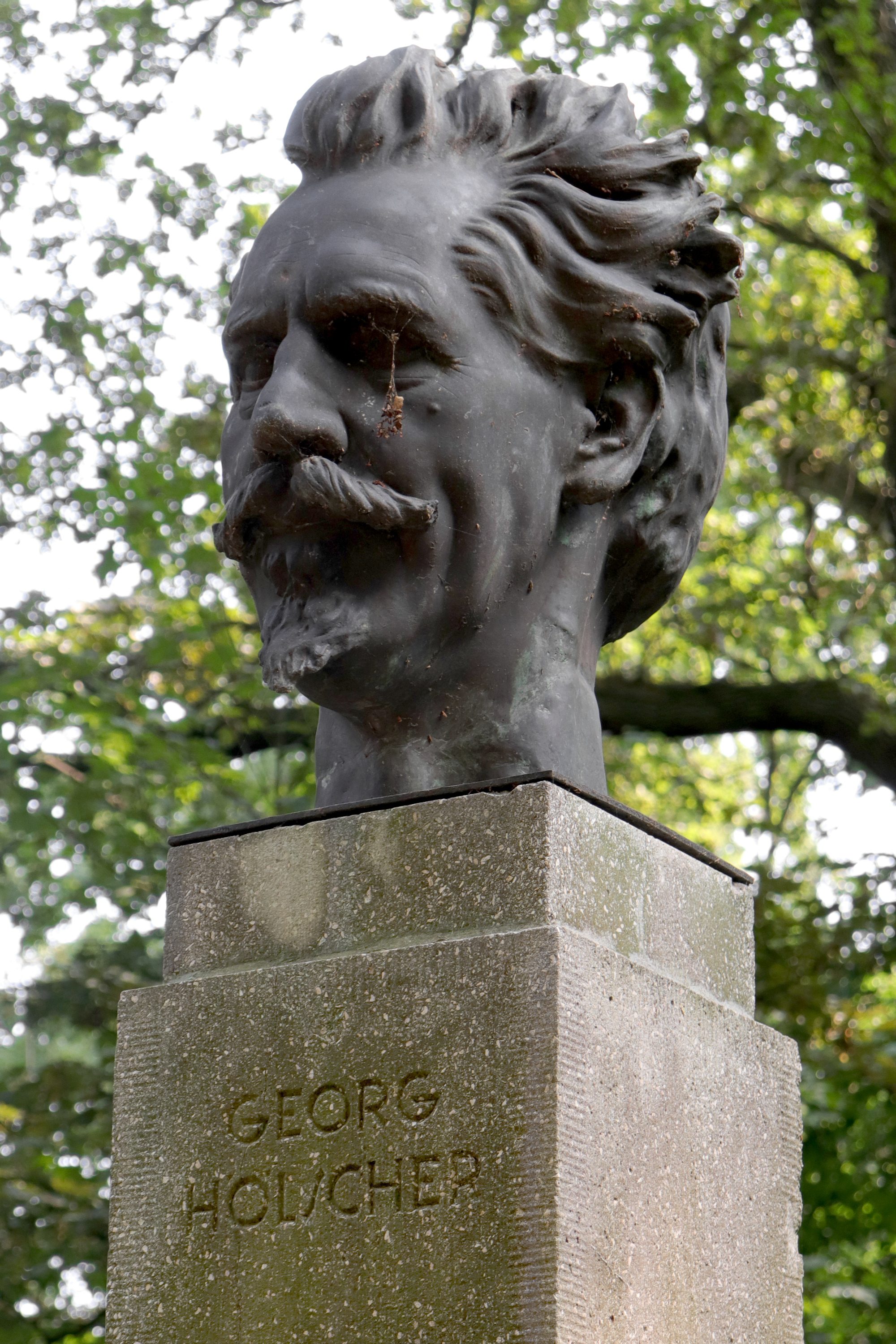
Denkmal für Georg Hölscher

Innerhalb des Parks befinden sich einige Denkmäler und Skulpturen, die jüngeren stammen aus dem Programm Kunst im öffentlichen Raum. Das Denkmal für Georg Hölscher wurde nach seinem Tod in Auftrag gegeben. Die Büste auf einer eckigen Stele stammt von dem Künstler Ernst Küster und wurde 1935 fertig und bekam einen Platz im westlichen Teil des Parks beim ehemaligen Hockeyplatz. Ein weiteres Denkmal befindet sich ebenso im westlichen Teil. Der große Ehrenbrunnen für den ehemaligen Harburger Oberbürgermeister Ludowieg wurde bereits 1909 von Rudolf Kolbe in Dresden gestaltet. Der Brunnen mit Bildnis und Tafel befindet sich am Rundweg unterhalb des Wasserspielplatzes. Ein Findling aus der Lüneburger Heide zum 100. Todestag von Ludwig van Beethoven befindet sich auf dem Hang an der Westseite in Höhe der Bushaltestelle Rabenstein in Ufernähe. Eine der älteren Skulpturen ist der Gepard von Hans Martin Ruwoldt, sie stammt aus dem Jahr 1965 und befindet sich in der Nähe des Aussichtspunktes unterhalb des Schulgartens. Viele seiner Tierskulpturen befinden sich auch in anderen Parks. Die beiden jüngeren Skulpturen Glückliche Maße und Hausungen stammen beide aus dem Programm Kunst im öffentlichen Raum. Die „Glücklichen Maße“ sind von dem bekannten Künstler Hubert Kiecol aus dem Jahr 1997 und die Skulptur „Hausungen“ ist von dem Bildhauer Winni Schaak.

## Fledermäuse
In den Abendstunden gehört der Park den Fledermäusen. In der Dämmerung gehen sie auf Insektenjagd. Fünf verschiedene Arten wurden beobachtet; dazu gehören der Große Abendsegler, Breitflügel-, Wasser-, Zwerg- und Rauhhautfledermaus. Der Naturschutzbund Hamburg Gruppe Süd bietet im Frühjahr und Spätsommer spezielle Führungen an. Termine hierzu werden in den Schaukästen im Park bekannt gegeben oder auf dem Internetportal.

## Verkehrsanbindung
Der Stadtpark ist per Bus vom S-Bahnhof Harburg zu erreichen: Linien 145, 245, 345 (Haltestellen „Marmstorfer Weg (Nord)“, „Rabenstein“, „Nymphenweg“, „Kirche Marmstorf“) und 146 (Haltestelle „Freizeitbad MidSommerland“). Parkplätze befinden sich am Außenmühlendamm, Hohe Straße und am Gotthelfweg beim Freizeitbad „MidSommerland“.
Zusätzlich ist der Stadtpark durch den alten Harburger Friedhof, der heute ebenfalls als Park genutzt wird, mit dem Phoenix-Viertel und damit dem Stadtzentrum verbunden.

## Sonstiges
Der Harburger Stadtpark mit seinen Wasserflächen und dem Schulgarten gehört zum Landschaftsschutzgebiet 109 der Marmstorfer Flottsandplatte. Der Park ist unter der Nummer 29850 als Gartendenkmal in der Liste der Kulturdenkmäler für Hamburg-Wilstorf eingetragen.